# Blana
Blana är en blandning av vispad grädde och messmör som är vanlig på de ångermanländska julborden. Den kallas även meserappa eller mesefil (i Västerbotten). Rätten serveras ofta som tillbehör till hemgjord vitost. Den uppstod på fäbodarna där tillgången på mese, grädde och ost var god.

## Tillredning
Grädden vispas tjock och blandas med messmör till önskad smak. Proportionerna kan exempel vara 3 dl grädde och 2 msk messmör. Ofta strös en nypa kanel över blandningen vid servering.